# Kerling-lès-Sierck
Kerling-lès-Sierck é uma comuna francesa na região administrativa de Grande Leste, no departamento de Mosela. Estende-se por uma área de 17,82 km². Em 2010 a comuna tinha 609 habitantes (densidade: 34,2 hab./km²).